# Dietrich Gökelmann
Dietrich Gökelmann (* 1954 in Tuttlingen) ist ein deutscher Verwaltungsbeamter. Vom 1. März 2012 bis zum 2. März 2020 war er Präsident der Landesdirektion Sachsen.
Nach einer ersten Tätigkeit als Leiter des Steueramts in der Stadtverwaltung von Marbach am Neckar trat Gökelmann in die baden-württembergische Landesverwaltung ein. Zunächst war er im Büro des Ministerpräsidenten Lothar Späth tätig, später als persönlicher Referent eines Umweltministers und Staatssekretärs. Nach der Wende nahm er Aufgaben im Freistaat Sachsen, wo er Funktionen in mehreren Ministerien und nachgeordneten Behörden (Umweltministerium, Landesamt für Umwelt und Geologie) übernahm, beim Aufbau der Verwaltungsstrukturen wahr. Ab 1997 leitete er die Abteilung Bau- und Wohnungswesen im Regierungspräsidium Dresden. 2001 folgte der Wechsel in das Sächsische Staatsministerium des Innern, wo er nacheinander für verschiedene Referate zuständig war. 2007 wurde er zum Leiter der Abteilung 1 – Zentrale Angelegenheiten – berufen.
Am 1. Juni 2011 wurde er in das Amt des Präsidenten der Landesdirektion Chemnitz eingeführt und zugleich mit der Verwesung der Präsidentenämter der Direktionsbezirke Dresden und Leipzig beauftragt.  Seit dem 1. März 2012 leitete er die Landesdirektion Sachsen, die als sächsische Landesoberbehörde aus der Zusammenführung der drei Landesdirektionen Chemnitz, Dresden und Leipzig gebildet wurde.